# Galloway

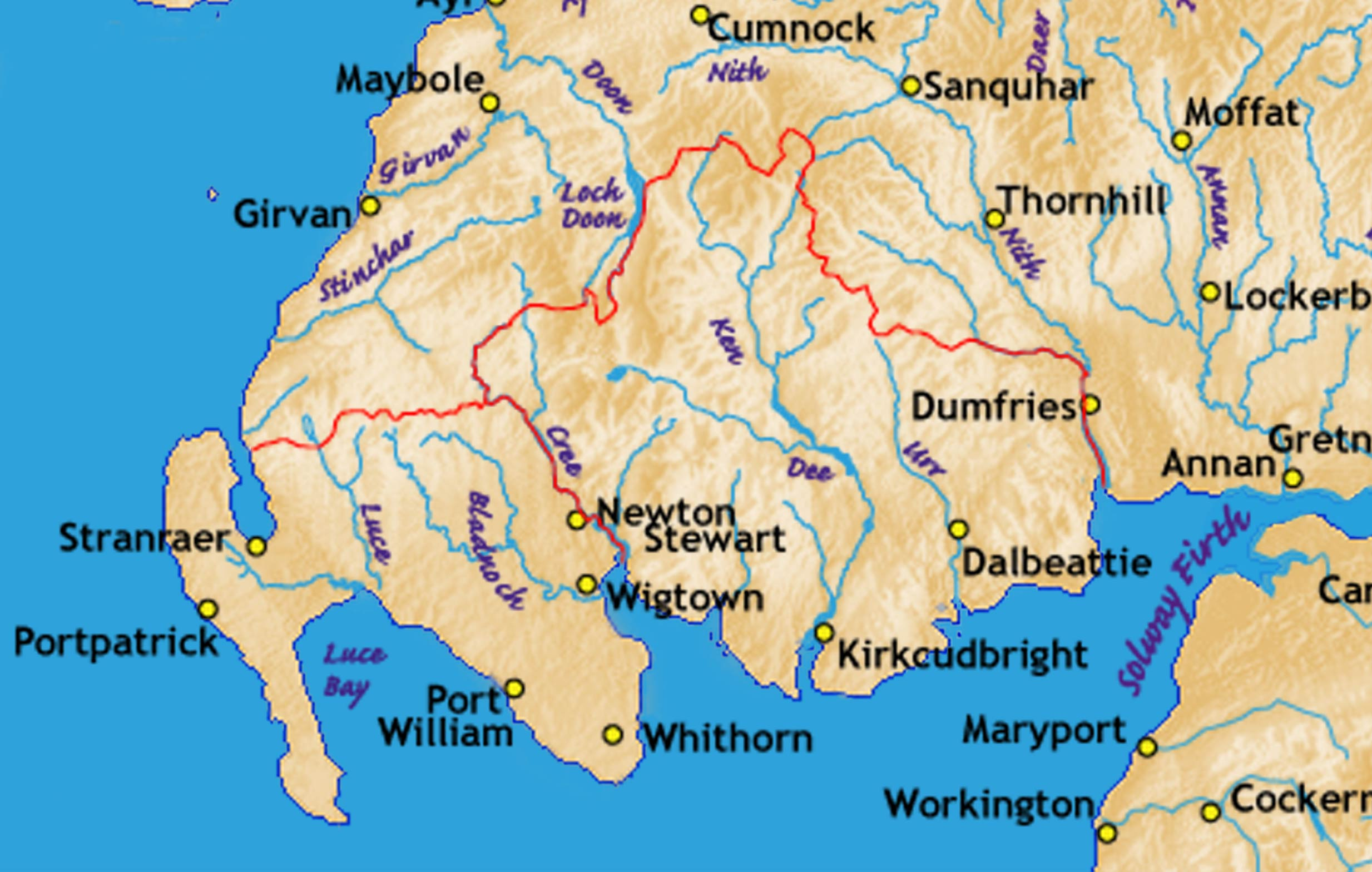
Mapa Galloway

Galloway (gael. Gall-Ghaidhealaibh) – region w południowo-zachodniej Szkocji, między zatoką Solway Firth na południu i zatoką Firth of Clyde na północy. Obejmuje obszary dawnych hrabstw Kirkcudbrightshire i Wigtownshire, stanowiących część jednostki administracyjnej Dumfries and Galloway. Zajmuje powierzchnię ok. 5 tys. km². Najwyżej położonym szczytem regionu jest Merrick, wznoszący się na 843 m n.p.m. W zachodniej części Galloway znajduje się półwysep Rhins of Galloway, którego południowy kraniec, przylądek Mull of Galloway, stanowi najdalej wysunięty na południe punkt Szkocji. Gospodarka regionu oparta jest przede wszystkim na hodowli bydła (bezrogie bydło rasy Galloway).